# Mind-Altering Murder
Psych: Mind-Altering Murder è un romanzo giallo di William Rabkin pubblicato il 1º febbraio 2011, ultimo di una pentalogia basata sulla serie televisiva USA Network Psych, creata da Steve Franks.
Il libro, il cui titolo è approssimativamente traducibile come: "L'omicidio altera la mente", è scritto in terza persona con narratore onnisciente e presenta i medesimi luoghi e personaggi della serie TV, oltre ad aprirsi con un flashback relativo all'infanzia del protagonista in maniera analoga agli episodi.
I fatti narrati si svolgono nel 2010, un anno esatto dopo gli eventi del romanzo precedente, motivo per cui vanno collocati all'inizio della quinta stagione dello show, prima dell'arco narrativo aperto con l'episodio La lista d'attesa.
A differenza dei quattro romanzi precedenti, nel corso di quest'ultimo il personaggio di Jules assume un ruolo da coprotagonista, svolgendo indagini parallele in assistenza a Shawn.

## Trama
1990: Henry, non convinto del voto alto preso dal figlio all'esame di fine anno, interroga lui e Gus, scoprendo che questi ha scambiato il suo compito con quello dell'amico per evitare che venisse bocciato e non fossero più nella stessa classe l'anno successivo.
2010: Durante un'indagine relativa alla scomparsa di un magnate dei videogiochi, Gus ottiene una proposta di lavoro come vicepresidente della Benson Pharmaceuticals, società diretta dallo stravagante Diarmuid Robert "D-Bob" Benson. Seppur combattuto decide infine di accettare dopo averne discusso con Shawn, e, dunque si trasferisce a San Francisco e lascia la Psych.
Due settimane dopo, investigando sull'apparente suicidio di una dipendente della suddetta società, Jules scopre della cosa e, preoccupata per lui, fa visita Shawn trovandolo distrutto: dimagrito, pallido, disidratato, insonne, con una barba incolta, chiuso in casa da giorni e in stato quasi confusionale. Comprendendo il motivo delle sue condizioni decide di distrarlo facendolo lavorare con sé al caso e, con il suo aiuto, fa emergere nuovi dettagli che convincono anche Lassiter ad interessarsene.
Nel frattempo si susseguono una serie di omicidi alla Benson Pharmaceuticals e Gus avanza di grado sempre più rapidamente; tali eventi portano i due amici a incrociare nuovamente il loro cammino e Gus, tornato sui suoi passi, contribuisce a smascherare la segretaria Chanterelle Fellows quale colpevole degli omicidi in quanto intenzionata a far fare carriera al padre eliminando le alte sfere della società.

## Dedica
Similmente ai primi due romanzi della pentalogia, l'opera si apre con la dedica: "Simply, for Carrie" ("Semplicemente, a Carrie").
Nelle note conclusive Rabkin ringrazia l'autore e i vari membri del cast di Psych per l'aiuto che gli hanno dato nei tre anni che gli sono serviti per concludere la collana.

## Riferimenti
Nel corso dell'opera vengono citati fatti avvenuti negli episodi Maestro di parole, La confraternita, Mistero nell'oceano, La piastrina di riconoscimento, Programma di protezione e La commissione di esperti.
In alcuni dialoghi sono citati Superman, Gordon Gekko, l'Uomo Ragno, Robocop, lo Xenomorfo, Mr. Bean e Dart Fener.
Sono menzionati i film Virtuality, Buffy L'Ammazza Vampiri, Guerre stellari, Lost in Translation - L'amore tradotto, Il pianeta delle scimmie, I Goonies e Viaggio allucinante; nonché i libri Il meraviglioso mago di Oz, Vita di Pi, Il corvo e altre poesie, Il cuore rivelatore, La lettera rubata e il romanzo precedente della serie.

## Edizioni
- William Rabkin, Psych: Mind-Altering Murder, collana Narrativa, Penguin Group, 2011,  pp. 288, ISBN 0-451-23252-6.